# Терещенко, Николай Дмитриевич

Бюст дважды Героя
Терещенко Н. Д.

Николай Дмитриевич Терещенко (1930—1989) — председатель колхоза «Путь к коммунизму» Степновского района Ставропольского края. Дважды Герой Социалистического Труда.

## Биография
Родился 7 ноября 1930 года на хуторе Новомирском Ачикулакского района Северо-Кавказского края в семье крестьянина. Отец погиб на фронте в 1941 году, мать работала на строительстве оборонных сооружений.
В 1944 году, после перерыва, вызванного Великой Отечественной войной, пошёл учиться в 5 класс. Окончил Кисловодский сельскохозяйственный техникум. Во время учёбы в техникуме его наградили медалью «За доблестный труд в Великой Отечественной войне».
С 1953 года — на хозяйственной работе в Ставропольском крае. Работал участковым ветеринарным фельдшером, старшим ветврачом, главным ветврачом, главным зоотехником в Нефтекумском районе Ставропольского края РСФСР.
В 1960 году окончил Северо-Осетинский сельскохозяйственный институт.
В 1961—1989 годах был председателем колхоза «Путь к коммунизму» Степновского района Ставропольского края.
Член КПСС с 1955 года. Член ЦК КПСС в 1986—1989 годах (член ЦК в 1981—1986 годах). Делегат XXVII съезда КПСС.
Увлекался игрой в шахматы и иногда играл на нескольких досках.
Умер 29 мая 1989 года, в Москве, после инфаркта. Похоронен в селе Иргаклы Степновского района. На похоронах были тысячи людей.

## Награды
- Дважды Герой Социалистического Труда[1] (1982, 1986)
- три ордена Ленина[1]
- орден Октябрьской Революции
- медали.

## Память
На родине Терещенко установлен бюст и открыты две мемориальные доски: на здании правления колхоза и на здании Иргаклинской школы, которая была построена в 1975 году благодаря его усилиям.
В 2020 году имя Н. Д. Терещенко присвоено средней общеобразовательной школе № 2 села Иргаклы.